# Colin Rea
Colin Rea (né le 1er juillet 1990 à Cascade, Iowa, États-Unis) est un lanceur droitier des Brewers de Milwaukee de la Ligue majeure de baseball.

## Carrière
Joueur des Sycamores de l'université d'État de l'Indiana, Colin Rea est repêché par les Padres de San Diego  au 12e tour de sélection en 2011. 
Il participe au match des étoiles du futur le 12 juillet 2015 à Cincinnati et enregistre le dernier retrait de la rencontre.
Il fait ses débuts dans le baseball majeur comme lanceur partant des Padres le 11 août 2015 et ce match face aux Reds de Cincinnati lui vaut sa première victoire.
Avec les lanceurs droitiers Andrew Cashner et Tayron Guerrero, Colin Rae est échangé aux Marlins de Miami le 29 juillet 2016 contre les lanceurs droitiers Jarred Cosart et Carter Capps, le joueur de premier but des ligues mineures Josh Naylor et le lanceur droitier des mineures Luis Castillo. Rae ne joue qu'un match pour les Marlins : un départ qu'il doit abandonner après trois manches et un tiers lancées, en raison d'une blessure à l'épaule. Dans un geste inhabituel, les Padres acceptent de reprendre Rae, et renvoient aux Marlins le lanceur Castillo dans une transaction conclue le 1er août, deux jours après l'échange précédent.